# Находка-Водоканал
Нахо́дка-Водокана́л — муниципальное унитарное предприятие, снабжающее население и промышленные предприятия питьевой водой, оказывающее услуги по водоотведению и очистке сточных вод в городе Находке.
Осуществляет подачу воды в суточном объёме 50 тыс. м³ летом и 70 тыс. м³ в период отопительного сезона через водонасосные станции 3, 4 и 5-го подъёмов. Имеет 280 км водопроводных и 176 км канализационных сетей, 16 водонапорных и 27 канализационных насосных станций, городские очистные сооружения канализации производительностью 10 млн м³ сточных вод в год.

## История
Датой основания предприятия считается 13 сентября 1956 года, когда была учреждена «Находкинская городская контора водопровода». В 1940-е годы водоснабжение посёлка Находка было привозным, забор воды производился из десятка скважин, разбросанным по окрестностям. В 1953 году в 16 км от Находки в районе села Екатериновка было начато строительство находкинского водозабора под проектным названием «Сучанский водопровод». Водопроводную трассу на Находку приходилось прокладывалась в болотистой долине Сучана. Помимо труб устанавливались линии электропередач, насосные станции. На конец 1950-х годов водозабор состоял из 5 подземных скважин и 18 км уличного водопровода. В 1963 году на водозаборе была установлена станция обезжелезивания. Летом 1989 года в результате выпадения проливных дождей при прохождении тайфуна «Джуди» и затопления старой подстанции водозабора централизованное водоснабжение города было остановлено на 7 дней. В 2002 году предприятие приняло современное наименование МУП «Находка-Водоканал». В 2005 году дневное водоснабжение жилых микрорайонов, действовавшее с 7 до 23 часов в течение десятилетий, было окончательно переведено на круглосуточный режим. В 2010 году предприятие вошло в реестр организаций, имеющих социальную и экономическую значимость для Приморского края.

## Водоснабжение

### Забор воды
Основной водозабор — «Находкинский», второе название — Екатерининский. Имеет 60 скважин глубиною 25-30 метров каждая, которые расположены на протяжении 4 км вдоль правого берега реки Партизанской. Забор воды осуществляется погружными насосами из подземного бассейна артезианских вод. Насосы направляют воду на станцию обезжелезивания. На станции воду насыщают кислородом, в результате возникает химическая реакция, при которой железо в виде ржавчины выпадает в осадок. Далее вода подвергается обеззараживанию хлором, таким образом удаётся предупредить ухудшение качества воды при её прохождении по изношенным внутригородским сетям. Контроль качества воды осуществляется ежедневно, производится до 200 проб воды ежемесячно. При поднятии уровня воды в Сучане водозабор работает в плановом режиме. С 2006 года ежегодно накануне дня Крещение Господне проводится религиозный обряд освещения воды. С водозабора вода поступает по магистральным водоводам в Находку, Владимиро-Александровское и Екатериновку. Действуют отдельные водозаборы: «Приморский» суточной мощностью 1,2 тыс. м³ в Южном микрорайоне, в районе Сидоренко и в посёлке Приисковом.

### Распределение воды

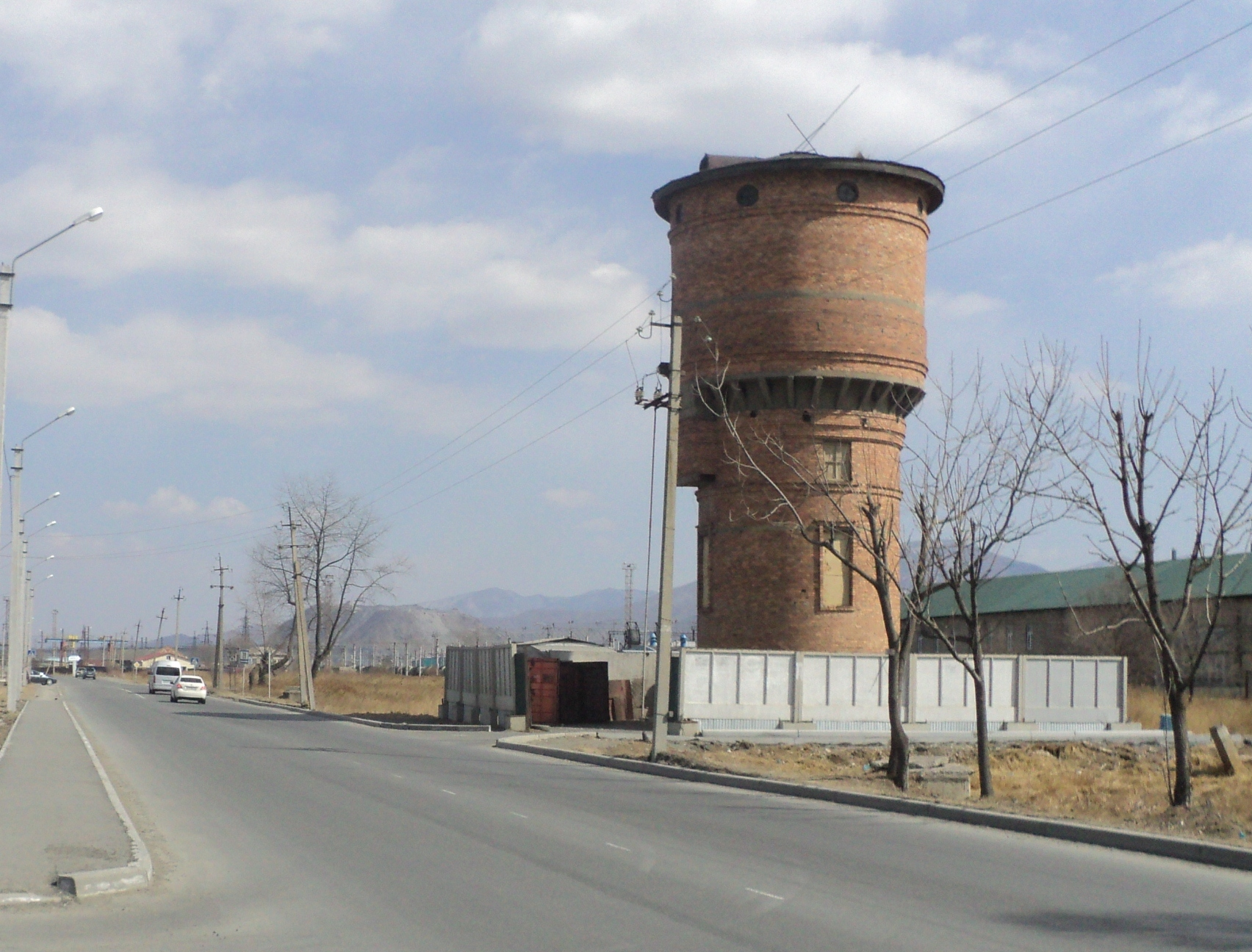
Водонапорная башня на Находке

Проектная мощность находкинского водоканала — 100 тыс. м³ в сутки. С Екатерининского водозабора по 2-м магистральным водоводам, проходящим вдоль автомобильной трассы Находка — Кавалерово, вода направляется к Северному микрорайону Находки. На пути в центральную и южную части города вода преодолевает дополнительные подъёмы, проходя через магистральные повысительные станции. Подачу воды непосредственно потребителям обеспечивают 15 насосных станций, разбросанных по микрорайонам. Центральная насосная станция, 3-го подъёма, расположена на территории управления водоканала в районе улицы Шевченко. Оттуда ответвляются 3 магистральных водовода. Водовод «нижней зоны» направляется по улице Шоссейной к портовой зоне, снабжая промышленные предприятия, и выходит к потребителям жилого микрорайона на мысе Астафьева. Второй водовод проходит под дорожным покрытием Находкинского проспекта, проходит ВНС 4-го подъёма на улице Луначарского и заканчивается на ВНС 5-го подъёма у сквера Патриса Лумумбы. Третий, крупнейший водовод выходит с улицы Шевченко на Объездную дорогу, проходит через высоконапорную станцию 4-го подъёма в районе улицы Пограничной и заканчивается на ВНС 5-го подъёма у сквера Патриса Лумумбы.
В летний период предприятие обеспечивает подачу в город воды в размере 50 тыс. м³ в сутки. В отопительный период расход воды увеличивается до 70 тыс. м³ в сутки, на водозаборе задействуются все имеющиеся скважины, свыше 40 % от всего потребления воды приходится на «Примтеплоэнерго». Плановые остановки водоснабжения города производятся каждый 2-й вторник месяца в межсезонный период с мая по октябрь в целях проведения профилактических и ремонтных работ на водопроводных сетях и объектах Водоканала. Водоканал также обслуживает свыше 500 пожарных гидрантов, расположенных на территории города.

## Канализация
Канализационное хозяйство состоит из 176 км сетей и 27 канализационно-насосных станций, 3 из которых — центральные: расположены на проспекте Мира, улицах Пограничной и Пирогова. Станции направляют стоки по коллекторам на главную канализационную станцию вблизи стадиона «Приморец», глубиной с 5-этажный дом. Оттуда по двум коллекторам, проложенным под улицей Спортивной, стоки толкаются на очистные сооружения в бухте Тунгус. Планируется возведение КНС в районах улиц Ленинская и Заводская и переключение стоков этих районов на очистные сооружения города. Вода в бухте соответствует санитарным нормам и не опасна для купания.

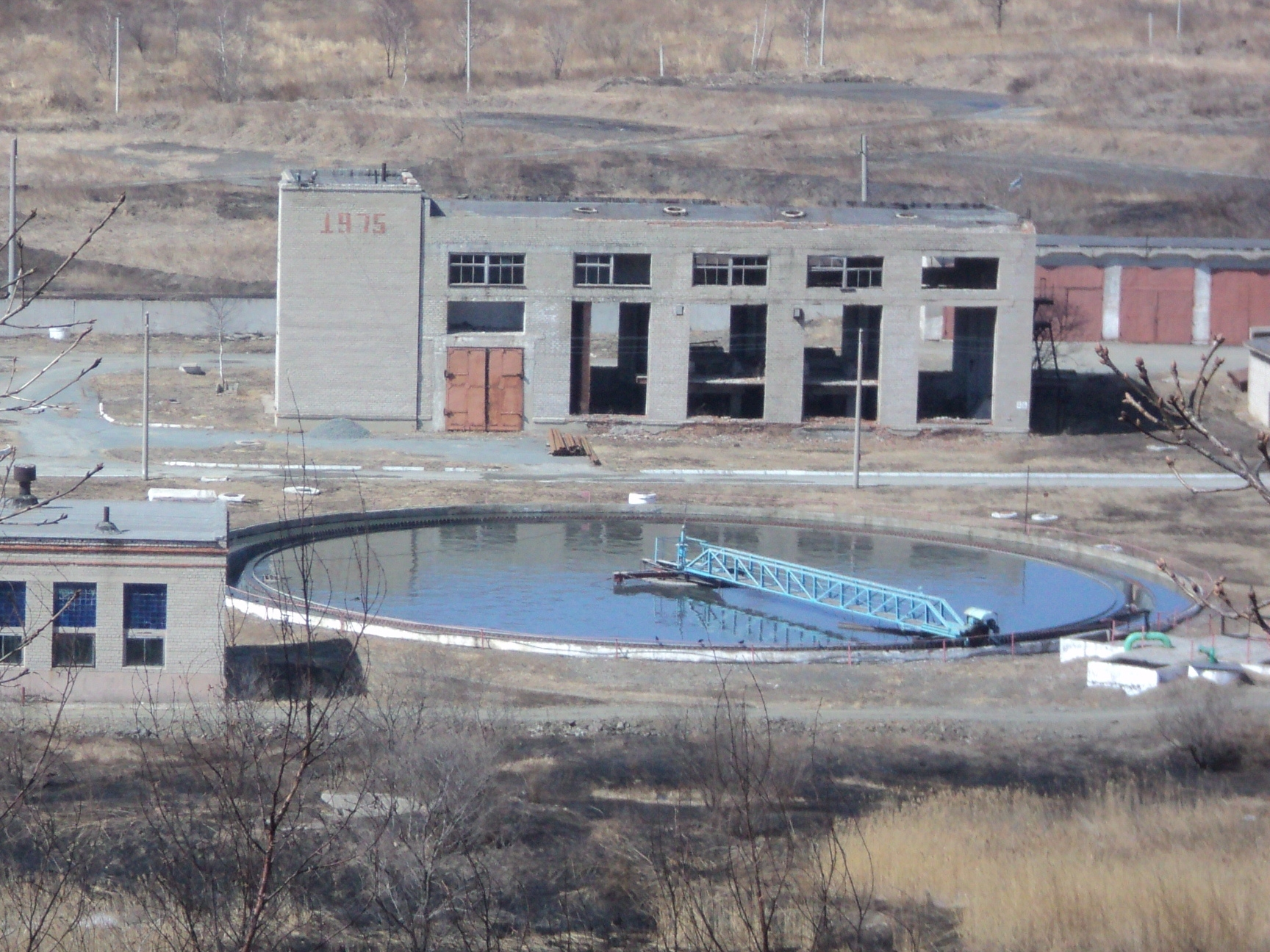
Один из пяти отстойников сточных вод

### Очистные сооружения
Канализационные очистные сооружения Находки строились «Дальморгидростроем» в наиболее отдалённой бухте Тунгус в течение 21 года, были сданы в эксплуатацию в 1988 году. В 1991 году введена в эксплуатацию первая в Приморском крае биологическая очистка стоков. Площадь производства очистки составляет 15 га, проектная мощность сооружений — 80 тыс. м³ в сутки, производительная мощность — 10 млн м³ сточных вод в год. Сначала вода подвергается механической очистке от мусора и песка, затем в течение 5 часов проходит биологическую очистку и обеззараживание хлором, после чего по глубоководному рассеивающему выпуску сбрасывается в море на удалении 800 м от берега. На очистных сооружениях действует ежедневный лабораторный контроль сточных вод, раз в 10 дней проводится полный анализ стоков. Каждый год в мае и октябре берутся пробы морской воды в бухте Тунгус. Вода в бухте соответствует санитарным нормам и не опасна для купания. По состоянию на 2006 год на очистные сооружения направлялось только 2/3 всех стоков города, 1/3 сбрасывалась в бухту Находка без очистки.